# Cá chim hoàng đế
Cá chim hoàng đế hay cá bướm đế (danh pháp hai phần: Pomacanthus imperator), là một loài cá biển thuộc chi Pomacanthus trong họ Cá bướm gai. Loài này được mô tả lần đầu tiên vào năm 1787.

## Từ nguyên
Từ định danh của loài trong tiếng Latinh có nghĩa là "hoàng đế", dựa theo Keyser van Iapan ("Hoàng đế Nhật Bản"), tên gọi bằng tiếng Hà Lan do Louis Renard (k. 1678–1746) đặt cho loài cá thần tiên này vào năm 1719.
Renard cho rằng, đây là "loài cá đẹp nhất trên thế giới", được bao phủ bởi những lớp vảy nhỏ "sáng rực hơn cả vàng". Vì vậy, tên gọi hàm ý đề cập đến vẻ ngoài "uy nghi như bậc đế vương" của loài cá này.

## Phạm vi phân bố và môi trường sống
P. imperator có phạm vi phân bố rộng khắp khu vực Ấn Độ Dương - Thái Bình Dương. Từ Biển Đỏ, loài này được ghi nhận tại các vùng biển bao quanh bán đảo Ả Rập, trải dài dọc theo bờ biển Đông Phi đến Nam Phi, bao gồm Madagascar và các đảo quốc trong Ấn Độ Dương, cũng như bờ biển Ấn Độ và Tây Úc; từ vịnh Ba Tư, loài này xuất hiện dọc theo bờ biển Nam Á, trải rộng trên khắp vùng biển các nước Đông Nam Á và hầu hết các quần đảo, đảo quốc thuộc châu Đại Dương (bao gồm cả quần đảo Hawaii); trải dài về phía nam đến bờ biển phía đông của Úc và đảo Lord Howe; giới hạn ở phía bắc đến vùng biển phía nam Nhật Bản (bao gồm quần đảo Ogasawara và quần đảo Ryukyu); ở phía đông, loài này được tìm thấy xa nhất là đến quần đảo Line và Tuamotu (nhưng không được biết đến tại đảo Phục Sinh, Rapa Iti và quần đảo Marquises).

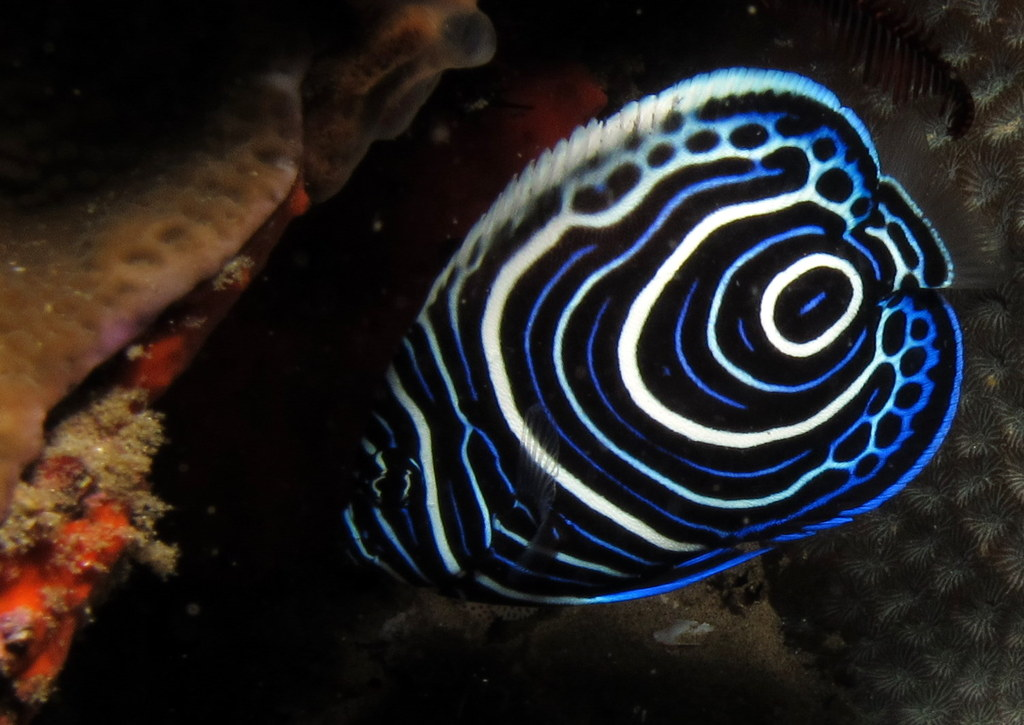
Cá con

Từ năm 2001 đến 2006, loài này đã nhiều lần được quan sát ở ngoài khơi Pompano Beach, Hillsboro Beach, North Miami Beach, Deerfield Beach, đều là những thành phố thuộc bang Florida, Hoa Kỳ. Năm 2007, một cặp P. imperator cũng được quan sát ngoài khơi Puerto Rico. P. imperator cũng đã được ghi nhận ở bờ biển Israel (Đông Địa Trung Hải) vào năm 2009, được nghĩ là đã theo dòng kênh đào Suez và tiến vào vùng biển này. Cũng nhiều khả năng là do sự phóng thích cá cảnh đã khiến loài này xuất hiện bên ngoài Ấn Độ Dương và Thái Bình Dương, đặc biệt là những cá thể ở Đại Tây Dương.
P. imperator sống tập trung gần các rạn san hô viền bờ, từ vùng biển ven bờ đến ngoài khơi xa, và cả trong các đầm phá ở độ sâu đến 100 m.

## Mô tả
P. imperator có chiều dài cơ thể tối đa được biết đến là 40 cm. Cơ thể màu xanh lam tím với các dải sọc xiên màu vàng. Đỉnh đầu và trán có màu vàng lục sẫm, bên dưới là một dải màu đen viền xanh lam sáng băng qua mắt; má và mõm màu trắng xanh đến xám nhạt; sau đầu có viền xanh sáng. Vùng họng, ngực, bụng và một phần thân trước màu có đen. Vây đuôi màu vàng da cam. Vây lưng sau có màu vàng và vây hậu môn màu xanh đen; cả hai vây này có viền màu xanh óng.
Cá con có màu xanh thẫm (gần như đen) với các dải sọc cong màu trắng và xanh óng; vây đuôi trong suốt. Khác với cá con của nhiều loài cùng chi, các dải sọc ở thân sau của chúng tạo thành các vòng tròn đồng tâm, rõ nhất ở các sọc trắng.

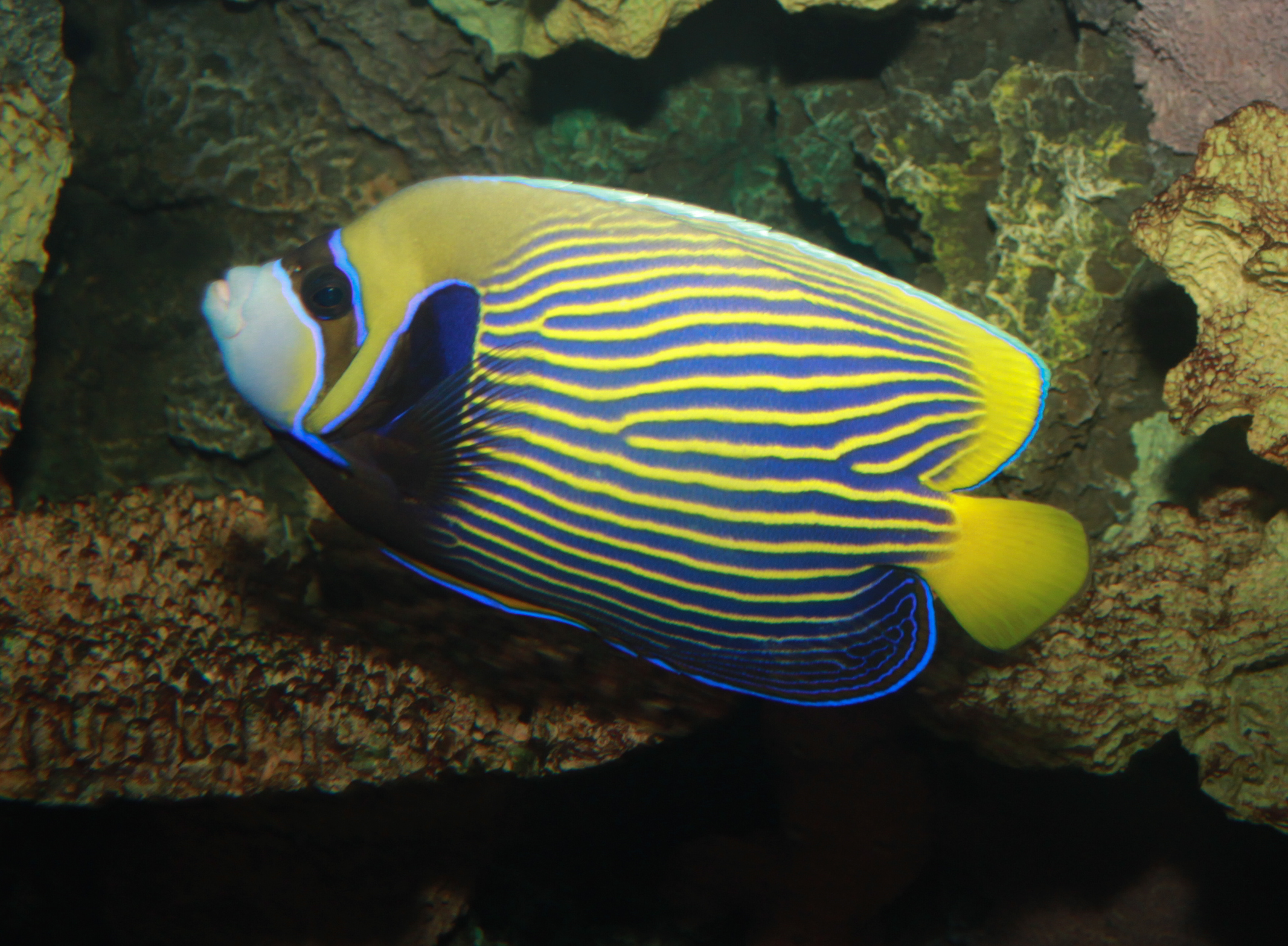
Cá trưởng thành

Số gai vây lưng: 13–14; Số tia vây ở vây lưng: 19–21; Số gai vây hậu môn: 3; Số tia vây ở vây hậu môn: 18–21; Số tia vây ở vây ngực: 19–20.

## Sinh thái
Thức ăn chính của P. imperator là hải miên (bọt biển) và những loài thuộc phân ngành Sống đuôi. Tuổi thọ lớn nhất được biết đến ở chúng là 14 năm tuổi.
Cá con sống đơn độc, nhưng khi trưởng thành, chúng có thể hợp thành nhóm với một con đực thống trị cùng bầy cá cái trong hậu cung của nó. Khi hoảng sợ hoặc bị quấy rầy, P. imperator có thể phát ra một âm thanh đặc biệt giống như tiếng gõ cửa.
P. imperator trưởng thành còn được ghi nhận là có hành vi dọn vệ sinh cho cá mặt trăng ở ngoài khơi đảo Nusa Lembongan (nằm về phía đông nam của đảo Bali, Indonesia). Hành vi dọn vệ sinh ở những loài cá bướm gai trưởng thành là một đặc điểm hiếm thấy còn sót lại từ lúc chúng còn là cá con. Ở biển Caribe, cá con của những loài Pomacanthus bản địa cũng thường làm vệ sinh cho loài khác, trong khi ở khu vực Ấn Độ Dương - Thái Bình Dương, chỉ cá con của P. imperator mới làm như vậy.
P. imperator được ghi nhận là đã lai tạp với hai loài cùng chi, là Pomacanthus semicirculatus và Pomacanthus chrysurus, những loài có cùng phạm vi phân bố dọc theo bờ biển Đông Phi.
P. imperator là một loài được xuất khẩu trong ngành buôn bán cá cảnh.